# Sprachwissenschaft (Zeitschrift)
Die Sprachwissenschaft ist eine interdisziplinäre Fachzeitschrift für die Sprachwissenschaft. Herausgeber sind aktuell Karin Donhauser, Hans-Werner Eroms, Elvira Glaser, Claudine Moulin und Theo Vennemann. Die Zeitschrift wird durch den Universitätsverlag Winter in Heidelberg verlegt und erscheint in vier Ausgaben pro Jahrgang. Die Publikationssprache ist neben Deutsch Englisch und Französisch. Rezensionen sind nicht enthalten.

„Bei den einzelsprachlich orientierten Beiträgen dominieren die deutsche Sprache und ihre Vorstufen, ohne dass Artikel zu anderen Einzelsprachen ausgeschlossen wären. Daneben werden Artikel mit allgemeiner und theoretischer Thematik veröffentlicht.“

Die Zeitschrift wurde im Jahr 1976 von Rudolf Schützeichel begründet und von ihm zunächst gemeinsam mit Herbert Kolb und Klaus Matzel herausgegeben. Der Herausgeberkreis wird durch einen internationalen Beirat unterstützt, der sich 2011 aus John Ole Askedal, Joan L. Bybee, Mark Louden, Robert Murray, Paolo Ramat, Marcel Vuillaume und Klaas Willems zusammensetzte.